# عروة بن مسعود الثقفي
عروة بن مسعود الثقفي صحابي وزعيم ثقيف في زمانه وأحد وجوه العرب، له الكثير من المآثر والأخبار، فهو عظيم القريتين على ما ذكره المفسرون. وأبوه مسعود بن معتب سيد بني ثقيف في حرب الفجار ضد قبيلة كنانة.

## نسبه
هو عروة بن مسعود بن معتب بن مالك بن كعب بن عمرو بن سعد بن عوف بن ثقيف بن منبه بن بكر بن هوازن.الثقفي، أبو مسعود، وقيل: أبو يعفور وأمه سبيعة بنت عبد شمس بن عبد مناف القرشية، يجتمع هو والمغيرة بن شعبة بن أبي عامر بن مسعود في مسعود. وهو جد أم الحجاج بن يوسف الثقفي.

## ولادته ونشأته
ولد في الطائف في بيت عز وشرف، كان والده مسعود بن معتب  زعيم ثقيف وقيس عيلان في حرب الفجار أمام قريش وكنانة، وقد حضر تلك الحروب هو وإخوته الأسود ونويرة ووحية وهم يومئذٍ غلمان، فكانوا في يوم عكاظ - إحدى أيام حرب الفجار - يجيرون قومهم ويدخلونهم خباء أمهم سبيعة بنت عبد شمس وهي أمرتهم بذلك ليسودوا. وبذلك تحققت له السيادة والشرف من الصغر فأصبح مقدماً لدى قومه وأحد وجوه العرب وأشرافها.

## سعيه في صلح الحديبية
لما بعث النبي صلى الله عليه وسلم بعثاً إلى قريش فأبوا أن يسمعوا فقال عروة بن مسعود: والله ما رأيت كاليوم رأياً أعجب! وما تكرهون أن تسمعوا من بديل وأصحابه؟ فإن أعجبكم أمرٌ قبلتموه، وإن كرهتم شيئاً تركتموه؛ لا يفلح قومٌ فعلوا هذا أبداً! وقال رجالٌ من ذوي رأيهم وأشرافهم، صفوان ابن أمية والحارث بن هشام: أخبرونا بالذي رأيتم والذي سمعتم. فأخبروهم بمقالة النبي محمد التي قال، وما عرض على قريشٍ من المدة، فقال عروة: يا معشر قريش تتهمونني؟ ألست الوالد وأنا الولد؟ وقد استنفرت أهل عكاظ لنصركم، فلما بلحوا علي نفرت إليكم بنفسي وولدي ومن أطاعني! فقالوا: قد فعلت! فقال: وإني ناصحٌ لكم شفيقٌ عليكم، لا أدخر عنكم نصحاً، وإن بديلاً قد جاءكم بخطة رشدٍ لا يردها أحد أبداً إلا أخذ شراً منها، فاقبلوها منه وابعثوني حتى آتيكم بمصداقها من عنده، وأنظر إلى من معه وأكون لكم عيناً آتيكم بخبره. فبعثته قريشٌ إلى النبي محمد، وأقبل عروة بن مسعود حتى أناخ راحلته عند رسول الله محمد، ثم أقبل حتى جاءه، ثم قال: يا محمد، إني تركت قومك، كعب بن لؤي وعامر بن لؤي على أعداد مياه الحديبية معهم العوذ المطافيل، قد استنفروا لك أحابيشهم ومن أطاعهم، وهم يقسمون بالله لا يخلون بينك وبين البيت حتى تجتاحهم. وإنما أنت من قتالهم بين أحد أمرين، أن تجتاح قومك، ولم نسمع برجلٍ اجتاح أصله قبلك؛ أو بين أن يخذلك من نرى معك، فإني لا أرى معك إلا أوباشاً من الناس، لا أعرف وجوههم ولا أنسابهم. فغضب أبو بكر الصديق وقال: امصص بظر اللات، أنحن نفر عنه؟  فقال عروة: أما والله لولا يدٌ لك عندي لم أجزك بها بعد لأجبتك! وكان عروة بن مسعود قد استعان في حمل ديةٍ، فأعانه الرجل بالفريضتين والثلاث وأعانه أبو بكر بعشر فرائض، فكانت هذه يد أبي بكر عند عروة بن مسعود. فطفق عروة وهو يكلم رسول الله يمس لحيته - والمغيرة قائمٌ على رأس رسول الله بالسيف، على وجهه المغفر - فطفق المغيرة كلما مس لحية رسول الله قرع يده ويقول: اكفف يدك عن مس لحية رسول الله قبل ألا تصل إليك! فلما أكثر عليه غضب عروة فقال: ليت شعري من أنت يا محمد من هذا الذي أرى من بين أصحابك؟ فقال رسول الله: هذا ابن أخيك المغيرة بن شعبة. قال: وأنت بذلك يا غدر؟ والله ما غسلت عنك عذرتك إلا بعلابط أمس! لقد أورثتنا العداوة من ثقيف إلى آخر الدهر!.
لما فرغ عروة بن مسعود من كلام رسول الله ورد عليه رسول الله ﷺ ما قال لبديل بن ورقاء وأصحابه وكما عرض عليهم من المدة، ركب عروة بن مسعود حتى أتى قريشاً فقال: (يا قوم، إني قد وفدت على الملوك، على كسرى وهرقل والنجاشي، وإني والله ما رأيت ملكاً قط أطوع فيمن هو بين ظهرانيه من محمدٍ في أصحابه؛ والله ما يشدون إليه النظر، وما يرفعون عنده الصوت، وما يكفيه إلا أن يشير إلى أمرٍ فيفعل، وما يتنخم وما يبصق إلا وقعت في يدي رجلٍ منهم يمسح بها جلده، وما يتوضأ إلا ازدحموا عليه أيهم يظفر منه بشيءٍ؛ وقد حرزت القوم، واعلموا أنكم إن أردتم السيف بذلوه لكم؛ وقد رأيت قوماً ما يبالون ما يصنع بهم إذا منعوا صاحبهم؛ والله لقد رأيت نسياتٍ معه إن كن ليسلمنه أبداً على حال؛ فروا رأيكم، وإياكم وإضجاع الرأي، وقد عرض عليكم خطةً فمادوه! يا قوم، اقبلوا ما عرض فإني لكم ناصح، مع أني أخاف ألا تنصروا عليه! رجلٌ أتى هذا البيت معظماً له، معه الهدي ينحره وينصرف.) 

## إسلامه واستشهاده
كان عروة بن مسعود حين حاصر النبي محمد أهل الطائف بجرش يتعلم عمل المنجنيق ثم رجع إلى الطائف بعد أن عاد النبي محمد فعمل المنجنيق والعرادات وأعد ذلك حتى قذف الله عز وجل في قلبه الإسلام فقدم المدينة على النبي محمد فأسلم.
قصة إسلامه 
قال ابن إسحاق: لما انصرف رسول الله صلى الله عليه وسلم من الطائف اتبع أثره عروة بن مسعود بن معتب حتى أدركه قبل أن يصل إلى المدينة فأسلم، وسأل رسول الله ﷺأن يرجع إلى قومه بالإسلام فقال له رسول الله ﷺ: «إن فعلت فإنهم قاتلوك». فقال له عروة: يا رسول الله أنا أحب إليهم من أبصارهم وكان فيهم محببا مطاعا فخرج يدعو قومه إلى الإسلام فأظهر دينه رجاء ألا يخالفوه لمنزلته فيهم
ورجع عروة إلى قومه ليدعوهم إلى الإسلام، ولكنهم غضبوا منه وسبوه، وأسمعوه ما يكره، وفي فجر اليوم التالي صعد عروة فوق سطح غرفة له وأذن للصلاة، فخرجت إليه ثقيف، ورموه بالنبل من كل اتجاه، فأصابه سهم فوقع على الأرض، فحمله أهله إلى داره، وهناك قيل لعروة: ما ترى في دَمِكَ؟ قال: كرامة أكرمني الله بها، وشهادة ساقها الله إليَّ، فليس في إلا ما في الشهداء الذين قتلوا مع رسول الله قبل أن يرتحل عنكم، فادفنوني معهم، فدفنوه معهم. فلما علم بما حدث لعروة قال: (مَثَلُ عروة في قومه مَثَلُ صاحب ياسين دعا قومه إلى الله فقتلوه) [الطبراني].
وقال: (عُرض عليَّ الأنبياء، فإذا موسى ضرب من الرجال كأنه من رجال شنوءة، ورأيت عيسى بن مريم—فإذا أقرب مَنْ رأيت به شبهًا عروة بن مسعود). 3
أخبرنا أبو جعفر بن السمين بإسناده إلى يونس بن بكير، عن ابن إسحاق: أن رسول الله لما انصرف عن ثقيف اتبع أثره عروة بن مسعود بن معتب، فأدركه قبل أن يصل إلى المدينة فأسلم، وسأله أن يرجع إلى قومه بالإسلام، فقال له رسول الله، كما يتحدث قومه: إنهم قاتلوك. وعرف رسول الله أن فيهم نخوة بالامتناع الذي كان منهم، فقال له عروة: يا رسول الله، أنا أحب إليهم من أبصارهم. وكان فيهم محبباً مطاعاً، فخرج يدعو قومه إلى الإسلام، ورجا أن لا يخالفوه لمنزلته فيهم، فلما أشرف لهم على علية وقد دعاهم إلى الإسلام، وأظهر لهم دينه، رموه بالنبل من كل وجه، فأصابه سهم فقتله. وتزعم بنو مالك أنه قتله رجل منهم، يقال له: أوس بن عوف أحد بني سالم بن مالك، وتزعم الأحلاف أنه قتله رجل منهم، من بني عتاب بن مالك، يقال له: وهب بن جابر، فقيل لعروة: ما ترى في دمك، فقال: كرامة أكرمني الله بها، وشهادة ساقها الله إلي، فليس فيّ إلا ما في الشهداء الذين قتلوا في سبيل الله مع رسول الله قبل أن يرحل عنكم، فادفنوني معهم. فدفنوه معهم، فيزعمون أن رسول الله قال فيه: «إن مثله في قومه كمثل صاحب يس في قومه». 4

## عظيم القريتين
وقال قتادة: {لولا نزل هذا القرآن على رجل من القريتين عظيم}، قالها الوليد بن المغيرة المخزومي أبو خالد قال: لو كان ما يقول محمد حقاً أنزل القرآن علي، أو على عروة بن مسعود الثقفي. قال: والقريتان: مكة والطائف.
وكان عروة يشبه بالمسيح في صورته.
روى عنه حذيفة بن اليمان أن النبي قال: «لقنوا موتاكم لا إله إلا الله فإنها تهدم الخطايا كما يهدم السيل البنيان». قيل يا رسول الله، كيف هي للأحياء؟ قال: «هي للأحياء أهدم وأهدم».
ولعروة ولد يقال له: أبو المليح، أسلم بعد قتل أبيه مع قارب بن الأسود.
أخرجه الثلاثة.
المصدر: أسد الغابة في معرفة الصحابة (ابن الأثير)